# 秘鲁森雀
，是雀形目唐纳雀科的一种鸟类，属于单型的秘鲁森雀属（学名：Nephelornis）。
秘鲁森雀体重约16.14克，翼长约68毫米，喙宽度约3毫米，喙厚度约3.9毫米，嘴峰长约13毫米，跗蹠长约22.2毫米，尾长约60.5毫米。
秘鲁森雀是留鸟，栖息在森林，它们是食肉动物，主要以昆虫、蜘蛛等陆生无脊椎动物为食。它们分布在秘鲁中部的安第斯山脉地区。